# Flourtown (Pennsylvanie)
Flourtown est une census-designated place du comté de Montgomery, en Pennsylvanie, aux États-Unis.

## Géographie
Flourtown se trouve au nord-est des États-Unis, dans le sud-est de l'État de Pennsylvanie, au sein de Springfield Township dans le comté de Montgomery, dont le siège de comté est Norristown. Ses coordonnées géographiques sont 40° 06′ 19″ N, 75° 12′ 27″ O.

## Démographie
Au recensement de 2010, sa population était de 4 538 habitants.